# Nāsadīya sūkta
Il Nāsadīya sūkta (sanscrito: नासदीय सूक्तः , titolo derivato dai primi termini dell'incipit: na-asat-, "non [c'era] il non essere"), noto anche come Inno della creazione, è il centoventinovesimo inno del decimo libro (maṇḍala) del Ṛgveda. Di argomento cosmogonico (come il successivo 130), è uno degli inni vedici più noti e studiati in occidente.
La composizione, tradizionalmente attribuita a Prajapati, si colloca in epoca tarda, rispetto all'insieme del Ṛgveda. La modalità di esposizione è apofatica (caratterizzata dalla descrizione di cosa non fosse presente all'inizio dei tempi) e il genere di questioni filosofiche sollevate suggeriscono come l'origine dell'universo sia incomprensibile: le stesse divinità, apparse in un tempo successivo alla creazione, probabilmente non ne conoscono le cause e non sono in grado di comprenderne il mistero. Questa modalità di narrazione negativa diventerà in seguito molto diffusa negli insegnamenti filosofici e religiosi dei secoli successivi.

## Stile
L'inno si compone di sette quartine (tristubh) composte ognuna da 44 sillabe, con l'eccezione dell'ultima, nella quale sono omesse due sillabe. Il terzultimo versetto (pāda) recita infatti
terminando in nove sillabe, diversamente dagli altri pāda, tutti endecasillabi.
Ricorrono nel testo alcuni temi sonori, il primo e più rilevante dei quali è costituito dal fonema na, espressione della negazione. Con funzione simile, è riscontrabile la sillaba inversa an o am.
Un altrettanto ricorrente tema sonoro è costituito dalla radice verbale as- (essere, esistere), nelle sue declinazioni positive o negative tra cui āsīt (impf., "esisteva"), sat- (part., "esistente"), a-sat- ("non esistente").
Un terzo tema è il suono correlato all'interrogazione, k-, in posizione iniziale nei pronomi kim ("cosa?"), kuha ("dove?"), kutas ("quando?") e in posizione intermedia in altri termini composti presenti nel testo..
Una esemplificazione è la prima quartina dell'inno, nella quale tutti i fonemi e significati sono presenti e interconnessi.
nāsīd rajo no vyomāparo yat
kimāvarīvaḥ kuha kasya śarmann-
ambhaḥ kimāsīd ghahanaṃ ghabhīram»
non c'era l'aria né il cielo, oltre.
Cosa lo avvolgeva? Dove? Chi lo proteggeva?
L'acqua c'era, impenetrabile, profonda?»